# Монастырь Хрисороятисса
Монастырь Хрисороятисса (греч. Μονή Χρυσορρογιάτισσας) — мужской монастырь Пафской митрополии Кипрской Православной Церкви. Расположен в горах Троодос в 40 км на северо-восток от города Пафос на высоте 700 метров над уровнем моря.
Основан в 1152 году отшельником Игнатием. Главная святыня монастыря — икона Богородицы Хрисороятисса была обретена Игнатием на берегу Средиземного моря. Современные постройки монастыря датируются 1770 годом.
Во время греческой войны за независимость монастырь поддержал восставших. По этой причине в 1821 году настоятель монастыря игумен Иоаким был арестован и казнён османскими властями. В музее монастыря демонстрируется собрание икон, богослужебной утвари и богослужебного облачения XVII—XX веков.